# Dejan Joveljić
Dejan Joveljić (Servisch: Дејан Јовељић) (Bijeljina, 7 augustus 1999) is een Servisch-Bosnisch voetballer die doorgaans speelt als spits. In februari 2025 verruilde hij LA Galaxy voor Sporting Kansas City. Joveljić debuteerde in 2021 in het Servisch voetbalelftal.

## Clubcarrière
Joveljić speelde in de jeugd van Sloga Junajted en kwam in 2010 terecht in de opleiding van Rode Ster Belgrado. Bij die club tekende hij ook zijn eerste profcontract in september 2017. Drie maanden later mocht de aanvaller ook zijn debuut maken in het eerste elftal. Op 10 december 2017 werd met 3–0 gewonnen van Borac Čačak door een doelpunt van Luka Adžić en twee van Aleksandar Pešić. Joveljić mocht in deze wedstrijd twintig minuten voor tijd invallen voor Pešić. Tijdens zijn tweede wedstrijd in het eerste elftal van Rode Ster kwam de aanvaller voor het eerst tot scoren. Op 5 mei 2018 werd met 4–0 gewonnen van Spartak Subotica. Nadat Nemanja Radonjić de score geopend had, maakte Joveljić het tweede doelpunt van de wedstrijd. El Fardou Ben Nabouhane tekende voor de derde treffer waarna Joveljić met zijn tweede doelpunt het kwartet aan doelpunten voltooide.
Zijn contract werd in maart 2019 verlengd tot medio 2023. Van deze verlenging maakte Joveljić maar drie maanden vol, want in juli 2019 verkaste de spits voor circa vijf miljoen euro naar Eintracht Frankfurt, waar hij zijn handtekening zette onder een verbintenis voor de duur van vijf seizoenen. In de eerste helft van het seizoen 2019/20 speelde de Serviër vier competitieduels zonder te scoren. Hierop werd hij voor een halfjaar verhuurd aan Anderlecht. In augustus 2020 werd Joveljić voor de tweede keer verhuurd door Eintracht. Ditmaal nam Wolfsberger AC de spits tijdelijk over.
Na deze verhuurperiode nam LA Galaxy de aanvaller over voor een bedrag van circa drieënhalf miljoen euro en gaf hem een contract voor vierenhalf jaar. Na een half seizoen met daarin twee competitietreffers maakte Joveljić achtereenvolgens twaalf, zes en eenentwintig doelpunten per jaar. Hierop nam Sporting Kansas City hem in februari 2025 over.

## Clubstatistieken
| Seizoen | Club                 | Competitie          | Competitie | Competitie | Beker | Beker | Internationaal | Internationaal | Totaal | Totaal |
| Seizoen | Club                 | Competitie          | Wed.       | Dlp.       | Wed.  | Dlp.  | Wed.           | Dlp.           | Wed.   | Dlp.   |
| ------- | -------------------- | ------------------- | ---------- | ---------- | ----- | ----- | -------------- | -------------- | ------ | ------ |
| 2017/18 | Rode Ster Belgrado   | Superliga           | 4          | 3          | 0     | 0     | 0              | 0              | 4      | 3      |
| 2018/19 | Rode Ster Belgrado   | Superliga           | 17         | 8          | 5     | 3     | 2              | 0              | 24     | 11     |
| 2019/20 | Eintracht Frankfurt  | Bundesliga          | 4          | 0          | 1     | 0     | 5              | 1              | 10     | 1      |
| 2019/20 | → Anderlecht         | Eerste klasse A     | 5          | 0          | 0     | 0     | —              | —              | 5      | 0      |
| 2020/21 | → Wolfsberger AC     | Bundesliga          | 34         | 18         | 4     | 0     | 8              | 2              | 46     | 20     |
| 2021    | LA Galaxy            | Major League Soccer | 14         | 2          | 0     | 0     | —              | —              | 14     | 2      |
| 2022    | LA Galaxy            | Major League Soccer | 34         | 12         | 4     | 3     | —              | —              | 38     | 15     |
| 2023    | LA Galaxy            | Major League Soccer | 32         | 6          | 3     | 0     | 2              | 0              | 37     | 6      |
| 2024    | LA Galaxy            | Major League Soccer | 33         | 21         | 0     | 0     | —              | —              | 33     | 21     |
| 2025    | Sporting Kansas City | Major League Soccer | 0          | 0          | 0     | 0     | —              | —              | 0      | 0      |
| Totaal  | Totaal               | Totaal              | 177        | 70         | 17    | 6     | 17             | 3              | 211    | 79     |

Bijgewerkt op 7 februari 2025.

## Interlandcarrière
Joveljić maakte op 7 juni 2021 zijn debuut in het Servisch voetbalelftal toen met 1–1 gelijkgespeeld werd tegen Jamaica in een vriendschappelijke wedstrijd. Andre Gray opende de score namens dat land, waarna Strahinja Pavlović voor de lijkmaker zorgde. Joveljić mocht van bondscoach Dragan Stojković als basisspeler aan het duel beginnen en speelde het gehele duel mee. De andere Servische debutanten dit duel waren Đorđe Nikolić (FC Basel), Marko Ilić (KV Kortrijk), Miloš Vulić (Crotone), Aleksa Terzić (Empoli), Sava-Arangel Čestić (1. FC Köln), Ivan Ilić (Hellas Verona), Željko Gavrić (Rode Ster Belgrado) en Nemanja Jović (Partizan).
| Interlands van Dejan Joveljić voor Servië | Interlands van Dejan Joveljić voor Servië | Interlands van Dejan Joveljić voor Servië | Interlands van Dejan Joveljić voor Servië | Interlands van Dejan Joveljić voor Servië | Interlands van Dejan Joveljić voor Servië | Interlands van Dejan Joveljić voor Servië |
| №                                         | Datum                                     | Wedstrijd                                 | Uitslag                                   | Competitie                                | Goals                                     |                                           |
| Als speler bij Wolfsberger AC             | Als speler bij Wolfsberger AC             | Als speler bij Wolfsberger AC             | Als speler bij Wolfsberger AC             | Als speler bij Wolfsberger AC             | Als speler bij Wolfsberger AC             | Als speler bij Wolfsberger AC             |
| ----------------------------------------- | ----------------------------------------- | ----------------------------------------- | ----------------------------------------- | ----------------------------------------- | ----------------------------------------- | ----------------------------------------- |
| 1                                         | 7 juni 2021                               | Jamaica – Servië                          | 1 – 1                                     | Vriendschappelijk                         |                                           |                                           |
| 2                                         | 11 juni 2021                              | Japan – Servië                            | 1 – 0                                     | Vriendschappelijk                         |                                           |                                           |
| Als speler bij LA Galaxy                  |                                           |                                           |                                           |                                           |                                           |                                           |
| 3                                         | 25 januari 2023                           | Verenigde Staten – Servië                 | 1 – 2                                     | Vriendschappelijk                         |                                           |                                           |
| 4                                         | 24 maart 2023                             | Servië – Litouwen                         | 2 – 0                                     | EK 2024 kwalificatie                      |                                           |                                           |
| 5                                         | 16 juni 2023                              | Servië – Jordanië                         | 3 – 2                                     | Vriendschappelijk                         | 83', 90+4'                                |                                           |
| 6                                         | 20 juni 2023                              | Bulgarije – Servië                        | 1 – 1                                     | EK 2024 kwalificatie                      |                                           |                                           |
| 7                                         | 15 oktober 2024                           | Spanje – Servië                           | 3 – 0                                     | Nations League 2024/25                    |                                           |                                           |

Bijgewerkt op 7 februari 2025.

## Erelijst
| Competitie          |                    |                    |                    |                    |
| Competitie          | Aantal             | Jaren              |                    |                    |
| Rode Ster Belgrado  | Rode Ster Belgrado | Rode Ster Belgrado | Rode Ster Belgrado | Rode Ster Belgrado |
| ------------------- | ------------------ | ------------------ | ------------------ | ------------------ |
| Superliga           | 2                  | 2017/18, 2018/19   |                    |                    |
| LA Galaxy           |                    |                    |                    |                    |
| Major League Soccer | 1                  | 2024               |                    |                    |